# Tour Prisma
La Tour Prisma, ancienne Tour GAN Eurocourtage puis tour Kvaerner, est un gratte-ciel de bureaux situé dans le quartier d'affaires français de la Défense (précisément à Courbevoie).

## Historique
La construction initiale de la tour a été réalisée par Jean Willerval en 1998.